# Bouriatie-Oust-Orda
Pour les articles homonymes, voir Orda (homonymie).

Drapeau de la Bouriatie-Oust-Orda.

La Bouriatie-Oust-Orda (en russe : Усть-Орды́нский Буря́тский автоно́мный о́круг) était un sujet fédéral de Russie : un district autonome (ou okroug) enclavé dans l'oblast d'Irkoutsk. Elle couvrait une superficie de 22 138,1 km2 pour une population de 135 327 habitants (2002). Oust-Ordynski (14 335 hab. en 2002) était la plus grosse ville et le centre administratif du district.

## Histoire

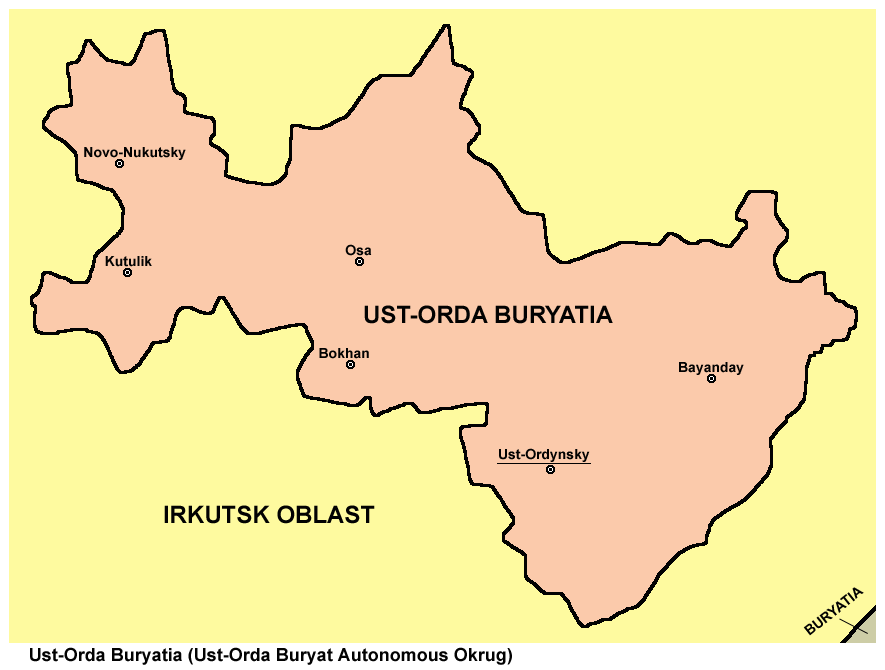

Au cours d'un référendum tenu le 16 avril 2006, la majorité des résidents de l'oblast d'Irkoutsk et du district autonome de Bouriatie-Oust-Orda s'est prononcé en faveur d'une fusion des deux sujets dans le même oblast.
Selon la commission électorale locale, 68,92 % des résidents de l'oblast et 99,45 % des résidents du district ont pris part au vote, en faisant l'un des plébiscites avec le meilleur taux de participation depuis les élections législatives de 2003.
Le nouveau statut officiel de l'oblast agrandi est entré en vigueur le 1er janvier 2008.